# Sheraton Grand Warsaw
Sheraton Grand Warsaw, zwyczajowo hotel Sheraton w Warszawie – pięciogwiazdkowy hotel znajdujący się  przy ul. Bolesława Prusa 2, róg placu Trzech Krzyży w Warszawie. Należy do sieci hotelowej Sheraton i tym samym grupy Marriott International.

## Opis
W okresie międzywojennym w tym miejscu znajdował się budynek należący do włoskiego towarzystwa ubezpieczeniowego Riunione Adriatica di Sicurtà, w którym mieściło się duże kino „Napoleon” (w czasie okupacji niemieckiej przemianowane na „Apollo”). Po II wojnie światowej na skwerze urządzonym w miejscu zniszczonego budynku ustawiono kamień z tablicą upamiętniającą Ładysława Buczyńskiego.
Wzniesiony w latach 1994–1996 budynek został zaprojektowany przez Tadeusza Spychałę i Piotra Szaroszyka. Ma siedem kondygnacji naziemnych i dwie podziemne. Hotel posiada 350 pokoi (w tym 267 w skrzydle głównym) i około 100 miejsc parkingowych.
Na fasadzie budynku umieszczono tablicę upamiętniającą Ładysława Buczyńskiego, zastępując istniejące w tym miejscu upamiętnienie. Wcześniejsze określenie „bojownik Gwardii Ludowej” na nowej tablicy zastąpiono zwrotem „bojownik polskiego ruchu oporu”.
Hotel stanowił tymczasową siedzibę szeregu ambasad - Kuwejtu (2003), Luksemburga (2007), Kataru (2008) i Zjednoczonych Emiratów Arabskich (2009).
W 2019 zakończyła się modernizacja wystroju hotelu, po której zmienił on nazwę na Sheraton Grand. 
Jest to jeden z czterech hoteli sieci Sheraton w Polsce (pozostałe mieszczą się w Sopocie, Poznaniu i Krakowie).

## Galeria

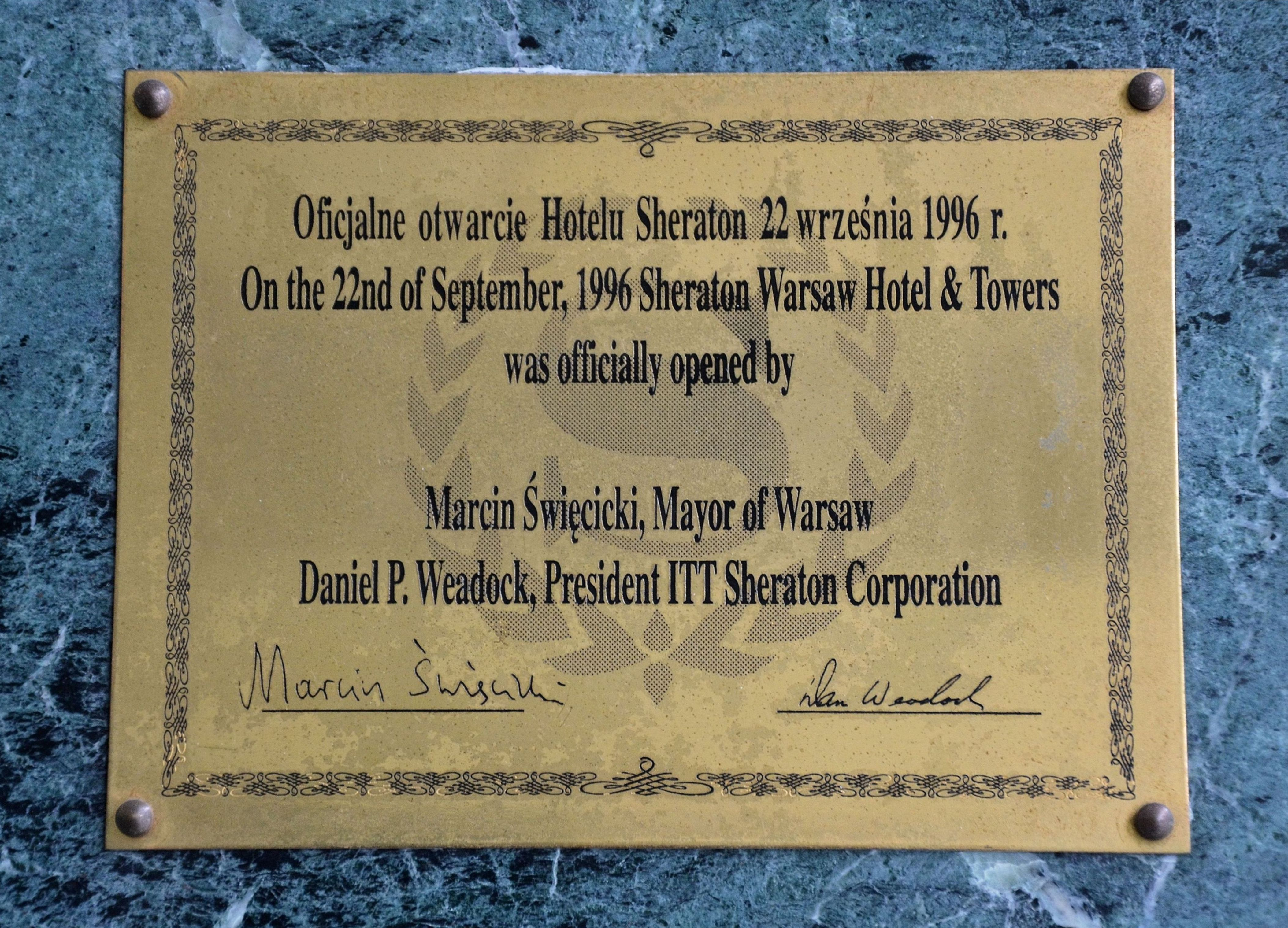
Tablica upamiętniająca otwarcie hotelu
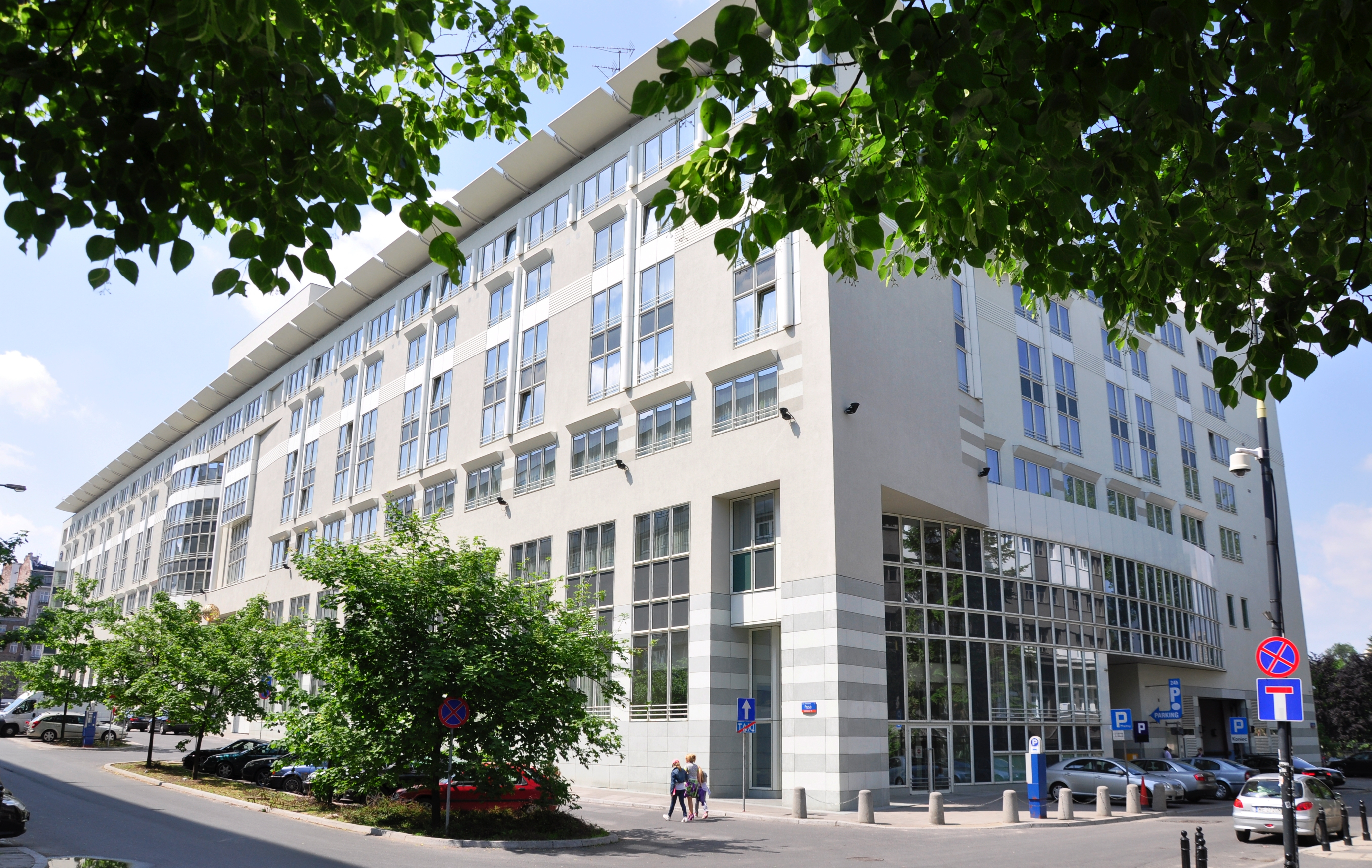
Budynek hotelu od strony wschodniej
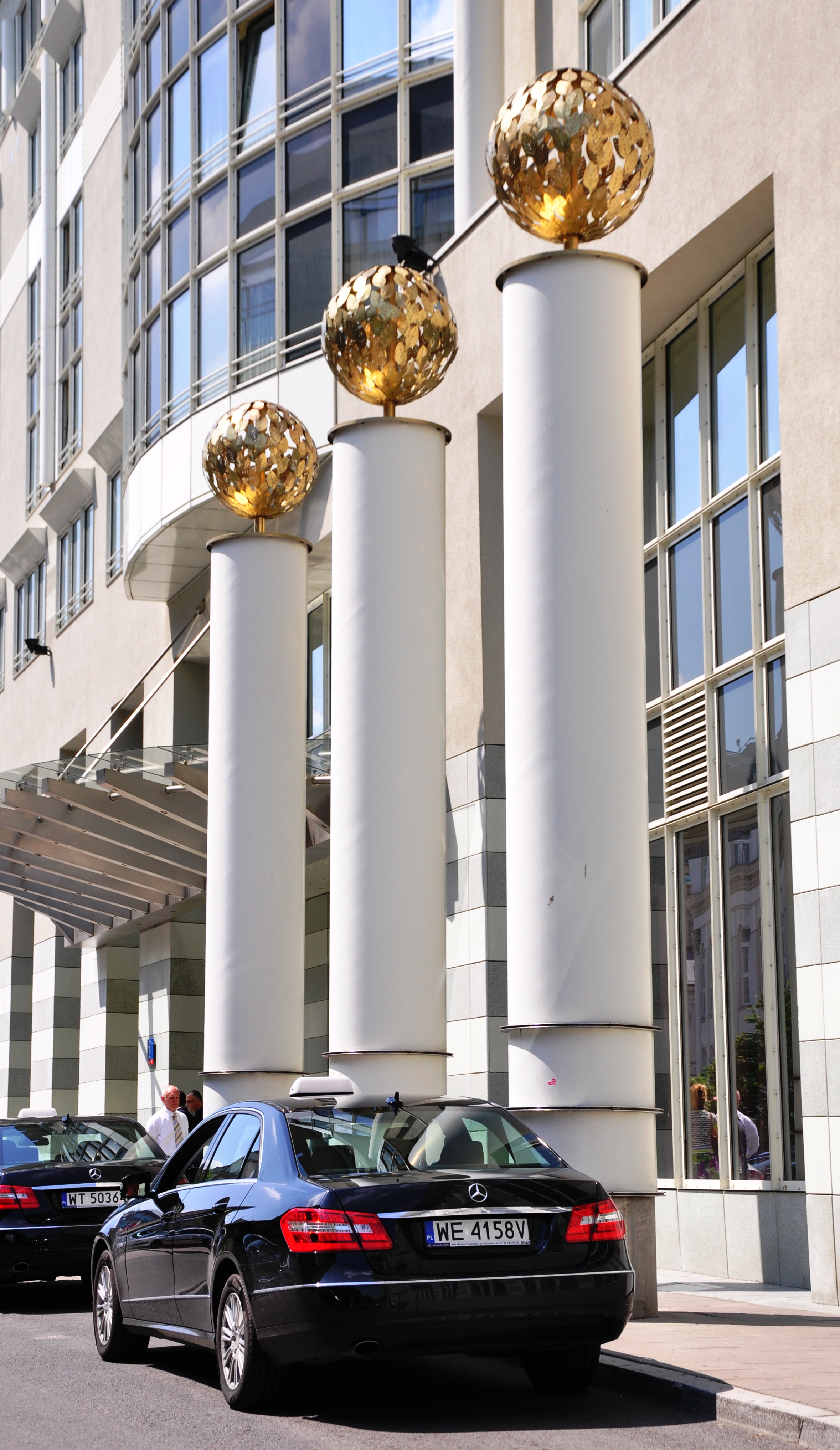
Wejście do hotelu od ul. Prusa